# Segarra
Segarra járás (comarca) Katalóniában, Spanyolországban, Lleida tartományban. Segarra Anoia, Conca de Barberà, Urgell, Noguera és Solsonès comarcákkal határos.

## Települések
- Biosca - 235
- Cervera - 8 942
- Estaràs - 181
- Granyanella - 139
- Granyena de Segarra - 138
- Guissona - 4 874
- Ivorra - 148
- Massoteres - 205
- Montoliu de Segarra - 188
- Montornès de Segarra - 107
- Les Oluges - 178
- Els Plans de Sió - 547
- Ribera d’Ondara - 465
- Sanaüja - 464
- Sant Guim de Freixenet - 1 063
- Sant Guim de la Plana - 198
- Sant Ramon - 561
- Talavera - 282
- Tarroja de Segarra - 169
- Torà - 1 274
- Torrefeta i Florejacs - 638